# Crayford
Crayford is een wijk in het Londense bestuurlijke gebied Bexley, in het zuidoosten van de regio Groot-Londen.

## Galerij

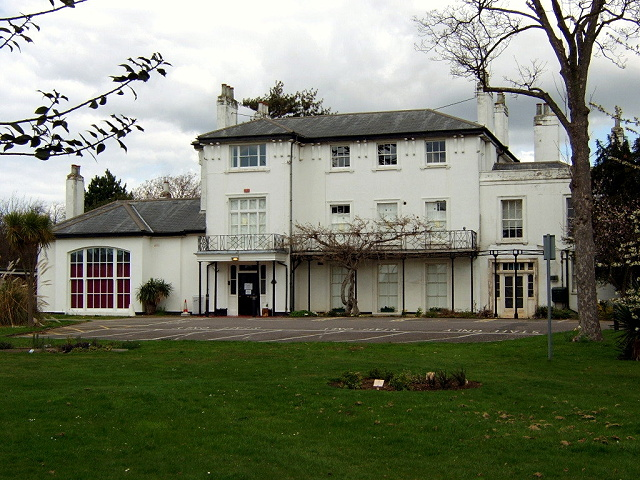
Landhuis in Crayford